# Сорокин, Сергей Максимович
Серге́й Макси́мович Соро́кин (15 сентября 1919, Малая Верейка, Воронежская губерния — 8 августа 1967, Воронеж) — участник Великой Отечественной войны, Герой Советского Союза. Член ВКП(б) с 1943 года.

## Биография
Родился в крестьянской семье. Окончил 7 классов. работал в колхозе счетоводом.
В 1939 году был призван в Красную Армию. На фронт в Великую Отечественную войну попал в августе 1941 года.
В 1943 году окончил курсы политического состава.
24 сентября 1943 года младший лейтенант Сергей Сорокин командовал группой солдат 667-го стрелкового полка 218-й стрелковой дивизии, форсировавшей Днепр у села Пекари Каневского района Черкасской области. В рукопашной группа Сорокина отбила у врага первый ряд окопов и в них отразила несколько вражеских контратак.
После окончания войны остался в армии, в 1945 году окончил курсы переподготовки политического состава.
В 1955 году в звании майора Сергей Сорокин вышел в запас. Жил в Воронеже, где в 1962 году окончил заочное отделение историко-филологического факультета Воронежского государственного университета. Работал учителем.
Похоронен в Воронеже на Коминтерновском кладбище. В 2005 году была установлена мемориальная доска на доме, где Сорокин жил.

## Награды
- Герой Советского Союза № 1987 (03.06.1944)
- орден Ленина (03.06.1944)
- орден Красного Знамени (23.10.1943)
- орден Отечественной войны II степени (28.08.1944)
- орден Красной Звезды (30.04.1954)
- медали